# Pipestone
Pipestone is een plaats (city) in de Amerikaanse staat Minnesota, en valt bestuurlijk gezien onder Pipestone County.

## Demografie
Bij de volkstelling in 2000 werd het aantal inwoners vastgesteld op 4280.
In 2006 is het aantal inwoners door het United States Census Bureau geschat op 4156, een daling van 124 (-2,9%).

## Geografie
Volgens het United States Census Bureau beslaat de plaats een oppervlakte van
10,2 km², geheel bestaande uit land.

## Plaatsen in de nabije omgeving
De onderstaande figuur toont nabijgelegen plaatsen in een straal van 20 km rond Pipestone.